# An debeatur
An debeatur è una locuzione latina. La frase letteralmente intesa significa "se sia dovuto". Ancora oggi, come nel passato, il suo uso è frequentissimo nel lessico giuridico per intendere se a fronte di una lesione giuridica sia dovuto un qualche risarcimento del danno. L'an debeatur e il quantum debeatur costituiscono le due problematiche principali intorno al danno.